# Éliminatoires de la Coupe du monde de football 2010, zone Amérique du Nord, Centrale et Caraïbes, quatrième tour

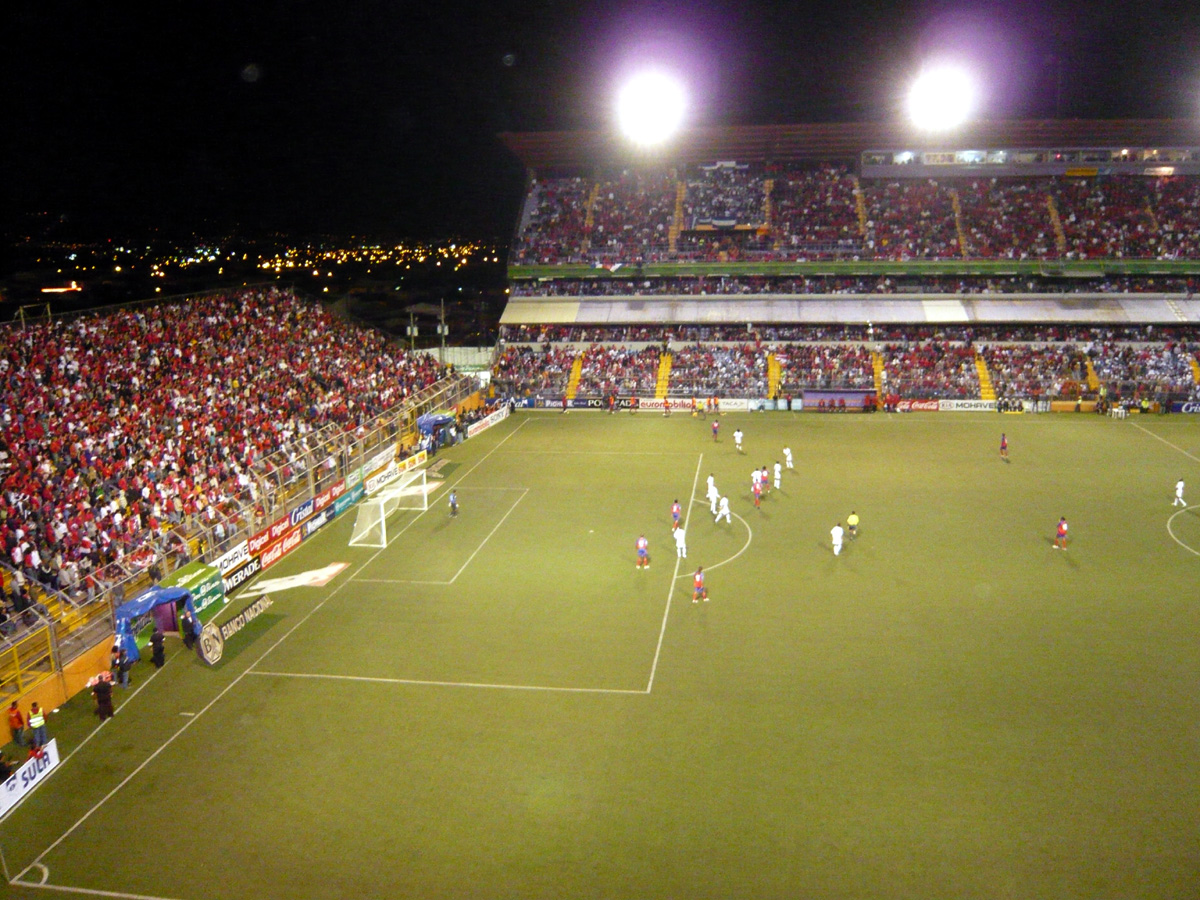
Costa Rica vs Honduras.

Cet article donne les résultats du quatrième et dernier tour qualificatif de la zone Amérique du Nord, Centrale et Caraïbes pour les éliminatoires de la coupe du monde de football 2010.

## Résultats
| Rang | Équipe            | Pts | J  | G | N | P | Bp | Bc | Diff |  | Résultats (▼ dom., ► ext.) |     |     |     |     |     |     |
| ---- | ----------------- | --- | -- | - | - | - | -- | -- | ---- |  | -------------------------- | --- | --- | --- | --- | --- | --- |
| 1    | États-Unis        | 20  | 10 | 6 | 2 | 2 | 19 | 13 | +6   |  | États-Unis                 |     | 2-0 | 2-1 | 2-2 | 2-1 | 3-0 |
| 2    | Mexique           | 19  | 10 | 6 | 1 | 3 | 18 | 12 | +6   |  | Mexique                    | 2-1 |     | 1-0 | 2-0 | 4-1 | 2-1 |
| 3    | Honduras          | 16  | 10 | 5 | 1 | 4 | 17 | 11 | +6   |  | Honduras                   | 2-3 | 3-1 |     | 4-0 | 1-0 | 4-1 |
| 4    | Costa Rica        | 16  | 10 | 5 | 1 | 4 | 15 | 15 | 0    |  | Costa Rica                 | 3-1 | 0-3 | 2-0 |     | 1-0 | 4-0 |
| 5    | Salvador          | 8   | 10 | 2 | 2 | 6 | 9  | 15 | -6   |  | Salvador                   | 2-2 | 2-1 | 0-1 | 1-0 |     | 2-2 |
| 6    | Trinité-et-Tobago | 6   | 10 | 1 | 3 | 6 | 10 | 22 | -12  |  | Trinité-et-Tobago          | 0-1 | 2-2 | 1-1 | 2-3 | 1-0 |     |

- Les États-Unis, le Mexique et le Honduras sont qualifiés pour la Coupe du monde 2010.
- Le Costa Rica joue un match de barrage (aller-retour) face à l'Uruguay, cinquième de la zone Amérique du Sud.
- Trinidad-et-Tobago et le Salvador sont éliminés. Le Salvador était le dernier rescapé du premier tour.

## Détails des rencontres
| Journée 1                   | États-Unis        | 2 – 0 | Mexique | Columbus Crew Stadium, Columbus                |                                                |
| 11 février 2009 19:00 UTC-5 | Bradley 43e 90+2e |       |         | Spectateurs : 23 776 Arbitrage : Carlos Batres | Spectateurs : 23 776 Arbitrage : Carlos Batres |
| 11 février 2009 19:00 UTC-5 | Rapport           |       |         | Spectateurs : 23 776 Arbitrage : Carlos Batres | Spectateurs : 23 776 Arbitrage : Carlos Batres |

| 11 février 2009 | Salvador         | 2 – 2 | Trinité-et-Tobago             | Estadio Cuscatlán, San Salvador                          |                                                          |
| 19:00 UTC-6     | Romero 82e 90+3e |       | Edwards 7e · Yorke 26e (pen.) | Spectateurs : 25 000 Arbitrage : Marco Antonio Rodríguez | Spectateurs : 25 000 Arbitrage : Marco Antonio Rodríguez |
| 19:00 UTC-6     | Rapport          |       |                               | Spectateurs : 25 000 Arbitrage : Marco Antonio Rodríguez | Spectateurs : 25 000 Arbitrage : Marco Antonio Rodríguez |

| 11 février 2009 | Costa Rica      | 2 – 0 | Honduras | Estadio Ricardo Saprissa, San José            |                                               |
| 20:00 UTC-6     | Furtado 48e 59e |       |          | Spectateurs : 18 000 Arbitrage : Joel Aguilar | Spectateurs : 18 000 Arbitrage : Joel Aguilar |
| 20:00 UTC-6     | Rapport         |       |          | Spectateurs : 18 000 Arbitrage : Joel Aguilar | Spectateurs : 18 000 Arbitrage : Joel Aguilar |

| Journée 2                | Trinité-et-Tobago | 1 – 1 | Honduras  | Hasely Crawford Stadium, Port of Spain          |                                                 |
| 28 mars 2009 19:00 UTC-4 | Hyland 88e        |       | Pavón 49e | Spectateurs : 27 000 Arbitrage : Walter Quesada | Spectateurs : 27 000 Arbitrage : Walter Quesada |
| 28 mars 2009 19:00 UTC-4 | Rapport           |       |           | Spectateurs : 27 000 Arbitrage : Walter Quesada | Spectateurs : 27 000 Arbitrage : Walter Quesada |

| 28 mars 2009 | Mexique                      | 2 – 0 | Costa Rica | Estadio Azteca, Mexico                        |                                               |
| 17:00 UTC-6  | Bravo 20e · Pardo 52e (pen.) |       |            | Spectateurs : 90 000 Arbitrage : Terry Vaughn | Spectateurs : 90 000 Arbitrage : Terry Vaughn |
| 17:00 UTC-6  | Rapport                      |       |            | Spectateurs : 90 000 Arbitrage : Terry Vaughn | Spectateurs : 90 000 Arbitrage : Terry Vaughn |

| 28 mars 2009 | Salvador                       | 2 – 2 | États-Unis                | Estadio Cuscatlán, San Salvador                   |                                                   |
| 19:00 UTC-6  | Quintanilla 15e · Castillo 72e |       | Altidore 77e · Hejduk 88e | Spectateurs : 30 350 Arbitrage : Benito Archundia | Spectateurs : 30 350 Arbitrage : Benito Archundia |
| 19:00 UTC-6  | Rapport                        |       |                           | Spectateurs : 30 350 Arbitrage : Benito Archundia | Spectateurs : 30 350 Arbitrage : Benito Archundia |

| Journée 3                  | États-Unis           | 3 – 0 | Trinité-et-Tobago | LP Field, Nashville                             |                                                 |
| 1er avril 2009 18:45 UTC-5 | Altidore 13e 71e 89e |       |                   | Spectateurs : 27 959 Arbitrage : Roberto Moreno | Spectateurs : 27 959 Arbitrage : Roberto Moreno |
| 1er avril 2009 18:45 UTC-5 | Rapport              |       |                   | Spectateurs : 27 959 Arbitrage : Roberto Moreno | Spectateurs : 27 959 Arbitrage : Roberto Moreno |

| 1er avril 2009 | Honduras                   | 3 – 1 | Mexique             | Estadio Olimpico Metropolitano, San Pedro Sula |                                            |
| 19:30 UTC-6    | Costly 17e 78e · Pavon 43e |       | Castillo 80e (pen.) | Spectateurs : 28 000 Arbitrage : Paul Ward     | Spectateurs : 28 000 Arbitrage : Paul Ward |
| 19:30 UTC-6    | Rapport                    |       |                     | Spectateurs : 28 000 Arbitrage : Paul Ward     | Spectateurs : 28 000 Arbitrage : Paul Ward |

| 1er avril 2009 | Costa Rica  | 1 – 0 | Salvador | Estadio Ricardo Saprissa, San José            |                                               |
| 20:00 UTC-6    | Centeno 69e |       |          | Spectateurs : 19 200 Arbitrage : Jair Marrufo | Spectateurs : 19 200 Arbitrage : Jair Marrufo |
| 20:00 UTC-6    | Rapport     |       |          | Spectateurs : 19 200 Arbitrage : Jair Marrufo | Spectateurs : 19 200 Arbitrage : Jair Marrufo |

| Journée 4               | Costa Rica                            | 3 – 1 | États-Unis  | Estadio Ricardo Saprissa, San José           |                                              |
| 3 juin 2009 20:00 UTC-6 | Saborio 2e · Borges 13e · Herrera 68e |       | Donovan 90e | Spectateurs : 19 200 Arbitrage : Neal Brizan | Spectateurs : 19 200 Arbitrage : Neal Brizan |
| 3 juin 2009 20:00 UTC-6 | Rapport                               |       |             | Spectateurs : 19 200 Arbitrage : Neal Brizan | Spectateurs : 19 200 Arbitrage : Neal Brizan |

| 6 juin 2009 | Trinité-et-Tobago        | 2 – 3 | Costa Rica                   | Dwight Yorke Stadium, Bacolet                     |                                                   |
| 18:05 UTC-4 | Edwards 29e · Samuel 63e |       | Saborio 40e · Borges 52e 68e | Spectateurs : 9 500 Arbitrage : Courtney Campbell | Spectateurs : 9 500 Arbitrage : Courtney Campbell |
| 18:05 UTC-4 | Rapport                  |       |                              | Spectateurs : 9 500 Arbitrage : Courtney Campbell | Spectateurs : 9 500 Arbitrage : Courtney Campbell |

| 6 juin 2009 | Salvador                              | 2 – 1 | Mexique           | Estadio Cuscatlán, San Salvador                 |                                                 |
| 19:00 UTC-6 | Martinez 11e · Quintanilla 86e (pen.) |       | Blanco 71e (pen.) | Spectateurs : 30 000 Arbitrage : Walter Quesada | Spectateurs : 30 000 Arbitrage : Walter Quesada |
| 19:00 UTC-6 | Rapport                               |       |                   | Spectateurs : 30 000 Arbitrage : Walter Quesada | Spectateurs : 30 000 Arbitrage : Walter Quesada |

| Journée 5               | États-Unis                         | 2 – 1 | Honduras  | Soldier Field, Chicago                            |                                                   |
| 6 juin 2009 19:00 UTC-5 | Donovan 43e (pen.) · Bocanegra 68e |       | Costly 5e | Spectateurs : 55 647 Arbitrage : Mauricio Morales | Spectateurs : 55 647 Arbitrage : Mauricio Morales |
| 6 juin 2009 19:00 UTC-5 | Rapport                            |       |           | Spectateurs : 55 647 Arbitrage : Mauricio Morales | Spectateurs : 55 647 Arbitrage : Mauricio Morales |

| 10 juin 2009 | Mexique                | 2 – 1 | Trinité-et-Tobago | Estadio Azteca, Mexico                       |                                              |
| 20:30 UTC-6  | Franco 1re · Rojas 48e |       | Tinto 45+1e       | Spectateurs : 92 000 Arbitrage : José Pineda | Spectateurs : 92 000 Arbitrage : José Pineda |
| 20:30 UTC-6  | Rapport                |       |                   | Spectateurs : 92 000 Arbitrage : José Pineda | Spectateurs : 92 000 Arbitrage : José Pineda |

| 10 juin 2009 | Honduras  | 1 – 0 | Salvador | Estadio Olimpico Metropolitano, San Pedro Sula    |                                                   |
| 19:30 UTC-6  | Pavon 13e |       |          | Spectateurs : 28 000 Arbitrage : Baldomero Toledo | Spectateurs : 28 000 Arbitrage : Baldomero Toledo |
| 19:30 UTC-6  | Rapport   |       |          | Spectateurs : 28 000 Arbitrage : Baldomero Toledo | Spectateurs : 28 000 Arbitrage : Baldomero Toledo |

| Journée 6                | Trinité-et-Tobago | 1 – 0 | Salvador | Hasely Crawford Stadium, Port of Spain        |                                               |
| 12 août 2009 19:30 UTC-4 | Glen 7e           |       |          | Spectateurs : 25 784 Arbitrage : Terry Vaughn | Spectateurs : 25 784 Arbitrage : Terry Vaughn |
| 12 août 2009 19:30 UTC-4 | Rapport           |       |          | Spectateurs : 25 784 Arbitrage : Terry Vaughn | Spectateurs : 25 784 Arbitrage : Terry Vaughn |

| 12 août 2009 | Mexique                   | 2 – 1 | États-Unis | Estadio Azteca, Mexico                           |                                                  |
| 15:00 UTC-6  | I. Castro 19e · Sabah 81e |       | Davies 9e  | Spectateurs : 104 499 Arbitrage : Roberto Moreno | Spectateurs : 104 499 Arbitrage : Roberto Moreno |
| 15:00 UTC-6  | Rapport                   |       |            | Spectateurs : 104 499 Arbitrage : Roberto Moreno | Spectateurs : 104 499 Arbitrage : Roberto Moreno |

| 12 août 2009 | Honduras                                      | 4 – 0 | Costa Rica | Estadio Olimpico Metropolitano, San Pedro Sula   |                                                  |
| 19:30 UTC-6  | Costly 30e 90+2e · Pavon 50e · Valladares 90e |       |            | Spectateurs : 37 800 Arbitrage : Marco Rodriguez | Spectateurs : 37 800 Arbitrage : Marco Rodriguez |
| 19:30 UTC-6  | Rapport                                       |       |            | Spectateurs : 37 800 Arbitrage : Marco Rodriguez | Spectateurs : 37 800 Arbitrage : Marco Rodriguez |

| Journée 7                    | Costa Rica | 0 – 3 | Mexique                                      | Estadio Ricardo Saprissa, San José           |                                              |
| 5 septembre 2009 20:00 UTC-6 |            |       | Dos Santos 45+1e · Franco 62e · Guardado 70e | Spectateurs : 20 000 Arbitrage : Neal Brizan | Spectateurs : 20 000 Arbitrage : Neal Brizan |
| 5 septembre 2009 20:00 UTC-6 | Rapport    |       |                                              | Spectateurs : 20 000 Arbitrage : Neal Brizan | Spectateurs : 20 000 Arbitrage : Neal Brizan |

| 5 septembre 2009 | Honduras                                | 4 – 1 | Trinité-et-Tobago | Estadio Tiburcio Carías Andino, Tegucigalpa  |                                              |
| 19:00 UTC-6      | Pavon 19e 27e · Guevara 61e · Suazo 83e |       | Baptiste 85e      | Spectateurs : 38 000 Arbitrage : Mark Geiger | Spectateurs : 38 000 Arbitrage : Mark Geiger |
| 19:00 UTC-6      | Rapport                                 |       |                   | Spectateurs : 38 000 Arbitrage : Mark Geiger | Spectateurs : 38 000 Arbitrage : Mark Geiger |

| 5 septembre 2009 | États-Unis                   | 2 – 1 | Salvador     | Rio Tinto Stadium, Sandy                     |                                              |
| 18:11 UTC-7      | Dempsey 41e · Altidore 45+2e |       | Castillo 32e | Spectateurs : 19 066 Arbitrage : José Pineda | Spectateurs : 19 066 Arbitrage : José Pineda |
| 18:11 UTC-7      | Rapport                      |       |              | Spectateurs : 19 066 Arbitrage : José Pineda | Spectateurs : 19 066 Arbitrage : José Pineda |

| Journée 8        | Trinité-et-Tobago | 0 – 1 | États-Unis | Hasely Crawford Stadium, Port of Spain       |                                              |
| 9 septembre 2009 |                   |       | Clark 62e  | Spectateurs : 4 700 Arbitrage : Joel Aguilar | Spectateurs : 4 700 Arbitrage : Joel Aguilar |
| 9 septembre 2009 | Rapport           |       |            | Spectateurs : 4 700 Arbitrage : Joel Aguilar | Spectateurs : 4 700 Arbitrage : Joel Aguilar |

| 9 septembre 2009 | Salvador       | 1 – 0 | Costa Rica | Estadio Cuscatlán, San Salvador                   |                                                   |
|                  | Corrales 90+1e |       |            | Spectateurs : 18 000 Arbitrage : Benito Archundia | Spectateurs : 18 000 Arbitrage : Benito Archundia |
|                  | Rapport        |       |            | Spectateurs : 18 000 Arbitrage : Benito Archundia | Spectateurs : 18 000 Arbitrage : Benito Archundia |

| 9 septembre 2009 | Mexique           | 1 – 0 | Honduras | Estadio Azteca, Mexico                             |                                                    |
|                  | Blanco 75e (pen.) |       |          | Spectateurs : 97 897 Arbitrage : Courtney Campbell | Spectateurs : 97 897 Arbitrage : Courtney Campbell |
|                  | Rapport           |       |          | Spectateurs : 97 897 Arbitrage : Courtney Campbell | Spectateurs : 97 897 Arbitrage : Courtney Campbell |

| Journée 9                   | Costa Rica                                      | 4 – 0 | Trinité-et-Tobago | Estadio Ricardo Saprissa, San José            |                                               |
| 10 octobre 2009 20:00 UTC-6 | James 27e (csc) · Centeno 50e · Saborio 61e 63e |       |                   | Spectateurs : 10 000 Arbitrage : Jair Marrufo | Spectateurs : 10 000 Arbitrage : Jair Marrufo |
| 10 octobre 2009 20:00 UTC-6 | Rapport                                         |       |                   | Spectateurs : 10 000 Arbitrage : Jair Marrufo | Spectateurs : 10 000 Arbitrage : Jair Marrufo |

| 10 octobre 2009 | Mexique                                                   | 4 – 1 | Salvador     | Estadio Azteca, Mexico                          |                                                 |
| 17:00 UTC-5     | Gonzalez 25e (csc) · Blanco 71e · Palencia 84e · Vela 90e |       | Martinez 88e | Spectateurs : 104 000 Arbitrage : Carlos Batres | Spectateurs : 104 000 Arbitrage : Carlos Batres |
| 17:00 UTC-5     | Rapport                                                   |       |              | Spectateurs : 104 000 Arbitrage : Carlos Batres | Spectateurs : 104 000 Arbitrage : Carlos Batres |

| 10 octobre 2009 | Honduras        | 2 – 3 | États-Unis                  | Estadio Olimpico Metropolitano, San Pedro Sula  |                                                 |
| 20:00 UTC-6     | De Leon 46e 77e |       | Casey 54e 65e · Donovan 71e | Spectateurs : 37 000 Arbitrage : Roberto Moreno | Spectateurs : 37 000 Arbitrage : Roberto Moreno |
| 20:00 UTC-6     | Rapport         |       |                             | Spectateurs : 37 000 Arbitrage : Roberto Moreno | Spectateurs : 37 000 Arbitrage : Roberto Moreno |

| Journée 10            | Trinité-et-Tobago       | 2 - 2 | Mexique                   | Hasely Crawford Stadium, Port of Spain         |                                                |
| 14 octobre 2009 20:05 | Baptiste 32e (pen.) 61e |       | Esqueda 57e · Salcido 66e | Spectateurs : 2 000 Arbitrage : Walter Quesada | Spectateurs : 2 000 Arbitrage : Walter Quesada |
| 14 octobre 2009 20:05 | Rapport                 |       |                           | Spectateurs : 2 000 Arbitrage : Walter Quesada | Spectateurs : 2 000 Arbitrage : Walter Quesada |

| 14 octobre 2009 | Salvador | 0 - 1 | Honduras  | Estadio Cuscatlán, San Salvador                  |                                                  |
| 18:05           |          |       | Pavón 64e | Spectateurs : 28 000 Arbitrage : Ricardo Salazar | Spectateurs : 28 000 Arbitrage : Ricardo Salazar |
| 18:05           | Rapport  |       |           | Spectateurs : 28 000 Arbitrage : Ricardo Salazar | Spectateurs : 28 000 Arbitrage : Ricardo Salazar |

| 14 octobre 2009 | États-Unis                  | 2 - 2 | Costa Rica   | Robert F. Kennedy Memorial Stadium, Washington    |                                                   |
| 20:05           | Bradley 72e · Bornstein 90e |       | Ruiz 21e 24e | Spectateurs : 26 243 Arbitrage : Benito Archundia | Spectateurs : 26 243 Arbitrage : Benito Archundia |
| 20:05           | Rapport                     |       |              | Spectateurs : 26 243 Arbitrage : Benito Archundia | Spectateurs : 26 243 Arbitrage : Benito Archundia |